# Список перевалів Кримських гір
У список перевалів Кримських гір входять гірські перевали через хребти Кримських гір.

## Список
| Назва               | Висота, м | Координати                                                                      | Зображення |
| ------------------- | --------- | ------------------------------------------------------------------------------- | ---------- |
| Ангарський перевал  | 752       | 44°45′30″ пн. ш. 34°20′27″ сх. д. / 44.75833° пн. ш. 34.34083° сх. д.           |            |
| Байдарські ворота   | 528       | 44°24′24″ пн. ш. 33°46′58″ сх. д. / 44.40667° пн. ш. 33.78278° сх. д.           |            |
| Бечку               | ?         | 44°32′11″ пн. ш. 33°51′52″ сх. д. / 44.53639° пн. ш. 33.86444° сх. д.           |            |
| Гурзуфське сідло    | 1364      | 44°35′38.83″ пн. ш. 34°12′21.74″ сх. д. / 44.5941194° пн. ш. 34.2060389° сх. д. |            |
| Дипло               | 1040      | 44°39′0″ пн. ш. 34°19′0″ сх. д. / 44.65000° пн. ш. 34.31667° сх. д.             |            |
| Ескі-Богаз          | 1070      | 44°27′0″ пн. ш. 33°59′0″ сх. д. / 44.45000° пн. ш. 33.98333° сх. д.             |            |
| Ласпінський перевал | 550       | 44°25′48″ пн. ш. 33°42′21″ сх. д. / 44.43000° пн. ш. 33.70583° сх. д.           |            |
| Малої академії наук | 1040      | 44°46′38.46″ пн. ш. 34°22′26.54″ сх. д. / 44.7773500° пн. ш. 34.3740389° сх. д. |            |
| Чучельський перевал | 1157      | 44°38′38.04″ пн. ш. 34°15′0″ сх. д. / 44.6439000° пн. ш. 34.25000° сх. д.       |            |